# Burji jezik
Burji jezik (bambala, bembala, daashi; ISO 639-3: bji), jedan od sedam brdskih istočnokušitskih jezika, kojim govori preko 46 000 ljudi u istočnoj Africi, poglavito u Etiopiji 35 700 (1994 popis) i Keniji 10 400 (2006).. 
Pripadnici etničke grupe Burji pristigli su u Keniju 1930.-tih godina tijekom gradnje ceste od Moyalea za druge kenijske gradove

## Vanjske poveznice
- Ethnologue (14th)
- Ethnologue (15th)